# Kolovrat (symbole)
Pour les articles homonymes, voir Kolovrat.

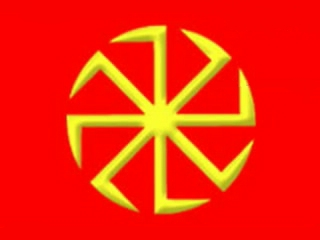
Kolovrat

Le kolovrat (slovène et croate kolovrat, polonais kołowrót, biélorusse колаўрат, ukrainien коловорот, russe, bulgare et serbe коловрат) est un symbole du néopaganisme slave, signifiant « roue tournante » : de kolo « la roue » et vrat « tourner ».
Depuis la fin du XXe siècle, les protochronistes et les néo-païens utilisent le kolovrat comme symbole de leurs identités ethniques qu’ils font remonter à la préhistoire. À ce titre le kolovrat est aussi répandu dans les milieux pan-slave.  Ils sont suivis en cela par une partie de l'extrême-droite la plus radicale (suprémacistes, néo-nazis),,, qui peut utiliser indifféremment le kolovrat comme le soleil noir comme symbole d'appartenance.